# The Fallout
«The Fallout» (укр. Радіоактивні опади) — дебютний студійний альбом американського пост-хардкор гурту Crown the Empire, який вийшов 19 листопада 2012. Це перший альбом із новим вокалістом Девідом Ескамілою, а також останній альбом із клавішником та засновником Остіном Дунканом, який покинув групу до виходу альбому.

## Передумови та запис
Запис розпочався в серпні 2012 року з новим продюсером Джої Стерджисом. Під час процесу запису група представила Девіда Ескамілу як офіційного учасника гурту та запрошеного вокаліста для цього альбому.
Для подарункового видання альбому гурт перезаписав свій мініальбом «Limitless» і випустили його як перевидання альбому в 2013. Різниця полягає в тому, що вони включили до них вокал Кессі Марін та Девіда Ескаміли. Також для релізу вони випустили пісню «Limitless» як сингл, а також на цю пісню вийшло ліричне відео.

## Реліз і просування
Першим синглом, що вийшов, був «Makeshift Chemistry» 23 жовтня 2012. Друга композиція, «Memories of a Broken Heart», вийшла синглом 8 листопада, за 11 днів до виходу альбому. 15 листопада вийшов кліп на «The Fallout».
Сам альбом вийшов 19 листопада 2012 року на компакт-дисках та доступний для цифрового завантаження. Подарункове видання вийшло 9 грудня 2013, та містило всі сім композицій з дебютного мініальбому команди «Limitless».

## Критика
Альбом отримав неоднозначні відгуки критиків. Зокрема, AbsolutePunk назвали звук альбому пост-хардкорним, і хоча він мав хороші характеристики, вони продовжували називати альбом «загальним». Потім зазначили, що тексти пісень були клішованими, проте пов'язаними, і хвалити вокал та діапазон різних вібрацій та звуків.
Alternative Press назвала звук альбому насамперед металкором, хоча порівнюючи його зусилля та загальний звук з подібними за звучанням гуртів, дала йому поганий огляд та критикувала його додавання дабстеп звуків та елементів до пісень в альбомі.

## Список композицій
| #                         | Назва                        | Тривалість |
| ------------------------- | ---------------------------- | ---------- |
| 1.                        | «Oh, Catastrophe»            | 1:59       |
| 2.                        | «The Fallout»                | 3:56       |
| 3.                        | «Memories of a Broken Heart» | 4:13       |
| 4.                        | «Makeshift Chemistry»        | 4:11       |
| 5.                        | «The One You Feed»           | 3:53       |
| 6.                        | «Menace»                     | 4:28       |
| 7.                        | «Graveyard Souls»            | 3:22       |
| 8.                        | «Two's Too Many»             | 3:05       |
| 9.                        | «Evidence»                   | 3:26       |
| 10.                       | «Children of Love»           | 3:04       |
| 11.                       | «Johnny's Revenge»           | 4:15       |
| Загальна тривалість 39:55 |                              |            |

| Бонусні треки з подарункового видання | Бонусні треки з подарункового видання          | Бонусні треки з подарункового видання |
| #                                     | Назва                                          | Тривалість                            |
| ------------------------------------- | ---------------------------------------------- | ------------------------------------- |
| 12.                                   | «The Glass Elevator (Walls)» (перезаписана)    | 2:59                                  |
| 13.                                   | «Breaking Point» (перезаписана)                | 4:34                                  |
| 14.                                   | «Wake Me Up» (перезаписана)                    | 4:20                                  |
| 15.                                   | «Johnny Ringo» (перезаписана)                  | 4:14                                  |
| 16.                                   | «Voices» (перезаписана; за участю Кессі Марін) | 3:19                                  |
| 17.                                   | «Limitless» (перезаписана)                     | 4:21                                  |
| 18.                                   | «Lead Me Out of the Dark» (перезаписана)       | 3:18                                  |
| Загальна тривалість 67:00             |                                                |                                       |

## Цікаві факти
- У подарунковому виданні трек «Graveyard Souls» з невідомих причин неправильно названий «Journals».
- Брітні Мішель Горнер та Денис Шафоростов не беруть участь у перезаписаних версіях «Voices» та «Limitless» відповідно; натомість їх обох замінюють Кессі Марін та вокаліст Девід Ескамілла.

## Учасники запису

### Crown the Empire
- Ендрю Рокхолд — головний вокал
- Девід «Дейв» Ескамілла — вокал
- Беннет Вогельман — соло-гітара , беквокал
- Брендон Гувер — ритм-гітара , беквокал
- Хайден Трі — бас-гітара
- Брент Тадді — ударні
- Остін Дункан — клавішні

### Запрошені музиканти
- Кессі Марін — вокал на «Voices»